# Ормуз
Ормуз (перс. جزیره هرمز, від «Агура Мазда») — острів в Ормузькій протоці, входить до складу остана Хормозґан Ісламської Республіки Іран.

## Географія

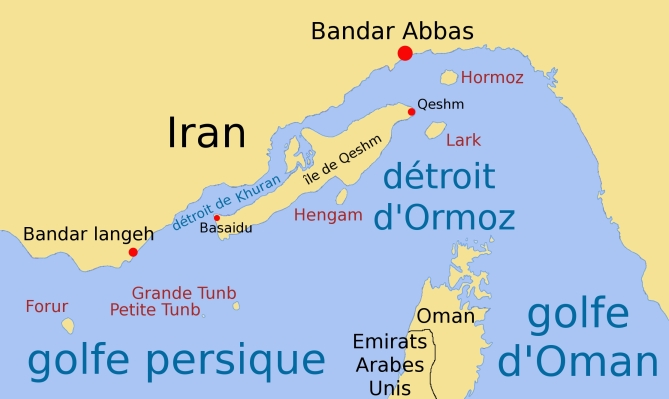
Ормузька протока.

Острів Ормуз розташовується в північній частині Ормузької протоки, між Оманською і Перською затоками. Розташований за 8 км від берега, має овальну форму з розміром 7 на 8 км; площа — 42 км². На південний захід від Ормуза знаходяться острови Кешм (найбільший острів у протоці) і Ларк. Рельєф горбистий (вулканічного походження), максимальна висота — 186 м. Серед корисних копалин — експортована червона вохра.
Узбережжя — переважно піщані пляжі, місцями до води виходять кручі. На схід від головної гавані є невелика припливна система струмків з солончаковою рослинністю. Усередині острова здебільшого рослинний покрив відсутній.
На острові зустрічаються птахи лежень степовий, аденська чайка і крячок малий.

## Історія
З III століття Ормуз входив до складу Держави Сасанідів. Після розширення володінь праведних халіфів на Іранське нагір'я в ході арабських завоювань (632–661 рр.) Ормуз став основним портом і ринком Кермана. Приблизно до 1200 року торгівля з Індією і Китаєм здійснювалася тільки через Ормуз. До середини XIII століття увійшов до складу Монгольської імперії (держава Хулагуїдів). У цей час Ормуз двічі відвідав венеційський мандрівник Марко Поло.
Пізніше Ормуз входив до складу держави Тимуридів, а відтак Сефевідів. Цей важливий торговий центр відвідав китайський флот під командуванням Чжен Хе під час торгово-дипломатичних експедицій 1414–1415 рр, 1421–1422 рр і 1433 рр. В 1475 у на острові також побував російський мандрівник Афанасій Нікітін.

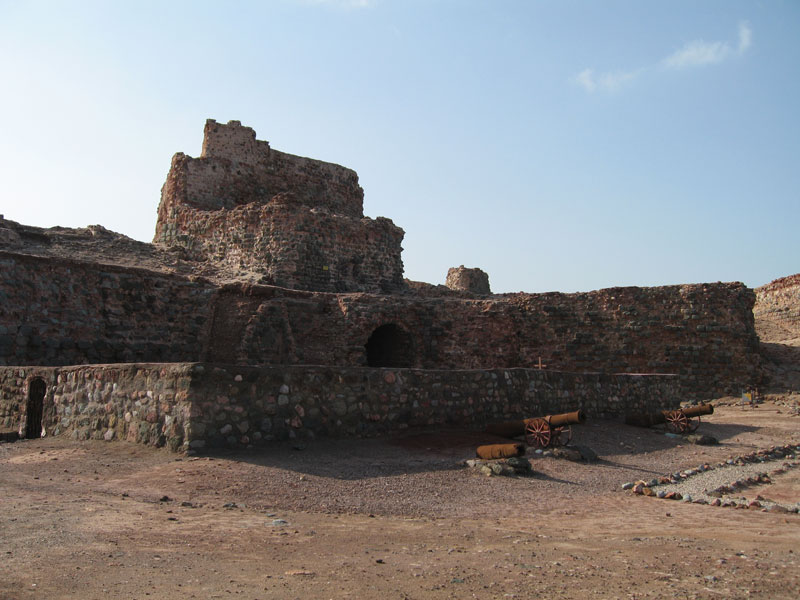
Португальська фортеця на острові

У XIV столітті острів контролювався перським васальним торговим королівством Ормуз. В жовтні 1507 року острів був захоплений португальською ескадрою з 6 кораблів під проводом Афонсу де Албукеркі. Албукеркі примусив екіпажи кораблів будувати фортецю на острові, через що серед його капітанів виник заколот і три кораблі португальської ескадри без дозволу командора покинули Ормуз. Під проводом Албукеркі залишилось надто мало сил, щоб добудувати фортецю та втримати острів під своїм контролем, тож Албукеркі був змушений облишити його, проте розгніваний Афонсу пообіцяв не стригти бороди, поки не повернеться на Ормуз і не завершить його завоювання. Він виконав свою обіцянку в 1515 році, вже перебуваючи в статусі губернатора Португальської Індії. Для захисту важливого пункту, який давав контроль над протокою, португальці цього разу добудували Ормузьку фортецю.
В 1622 році острів перейшов під контроль Персії (захоплений Аббасом I за сприяння англійського флоту).

## Населення
Єдиним постійним поселенням є рибальське містечко Ормуз на півночі острова. Є ще кілька поселень з невеликими ділянками зрошуваної землі і садами. Населення острова в літній час може зменшуватися вдвічі через міграцію. Найближче місто — материкове Бендер-Аббас, за 20 км на північний захід.

## Цікаві факти
У 2008 році на острові був створений найбільший в світі ґрунтовий килим. Композиція під назвою «Перська затока» була складена з ґрунтів 70 відтінків і мала площу 1200 м².